# Porosz Mór
Porosz Mór, születési és 1900-ig használt nevén Popper Mór (Alberti, 1867. október 22. – Budapest, 1935. december 9.) bőrgyógyász, urológus, venerológus, szexológus, szakíró.

## Életpályája
Popper Ignác (1836–1924) hitközségi vezető és Schweiger Éva fiaként született zsidó családban. Középiskolai tanulmányait a budapesti V. kerületi Királyi Katolikus Főgimnáziumban végezte (1878–1886), majd a Budapesti Tudományegyetem Orvostudományi Karának (1886–1892) hallgatója lett, ahol 1892. január 9-én avatták orvosdoktorrá. Később megszerezte a középiskolai egészségtan tanári és iskolaorvosi képesítést és letette a tisztiorvosi vizsgát. 1895 januárjától a Bőr- és Bujakórtani Tanszék gyakornokának nevezték ki, ahol Schwimmer Ernő mellett dolgozott. Rész vett az 1904–1905-ös pesti szexuálpedagógiai konferencián.
Az első világháború idején, 1915 júliusában ezredorvossá léptették elő. A budapesti honvédkerület bőr- és nemibeteg kórházának parancsnoka volt és értékes szolgálataiért több kitüntetésben részesült. A háború után magángyakorlatot folytatott a Vilmos császár út 64. szám alatti rendelőjében. Állandó munkatársa volt magyar, német és amerikai orvosi szaklapoknak, amelyekben több száz cikke és tanulmánya jelent meg bőr- és nemibetegségekkel kapcsolatos és szexuális vonatkozású kérdésekről. Halálát tüdőrák okozta.
Tagja volt az Izraelita Magyar Irodalmi Társulatnak.
A Kozma utcai izraelita temetőben nyugszik.

## Családja
Felesége Leitner Ilona (1874–) volt, Leitner Fülöp kereskedő és Wertheimer Rozália lánya, akivel 1893. augusztus 15-én Jászkiséren kötött házasságot.
Gyermekei:
- Porosz Julianna (1894–?). Férje Kramer Miksa (1890–?) bankhivatalnok, a Magyar Bank és Kereskedelmi Rt. tisztviselője.
- Porosz Ambrus (1898–1943) fogorvos. Munkaszolgálatosként vesztette életét az orosz fronton. Felesége Halpern Sarolta (1903–?).
- Porosz Éva Lilla (1900–1977). Férje Gesztes (Schlesinger) Sándor (1897–?).
- Porosz Rózsa Magdolna (1906–1973). Férje dr. Bálint (Breisach) Géza (1893–1945) orvos.

## Művei
- A prostata lobos bántalmainak és hypertrophiájának, továbbá az alvási pollutio-, prostatorrhoea- és spermatorrhoeának faradicus árammal való gyógyításáról. (Gyógyászat, 1897, 50–51.)
- A rendellenes magömlésről. (Gyógyászat, 1898, 36., 38., 40., 42., 44–45, 47., 49.)
- Az ondófolyás és egyes prostata bántalmak villamárammal való gyógyításáról. Budapest, 1898
- A rendellenes magömlésről. Budapest, 1899
- A rendellenes vizelésről. (Gyógyászat, 1899, 32–33; 35.)
- Atonia prostatae. Előadta a Magyar Orvosok és Természetvizsgálók szabadkai vándorgyűlésén. (Gyógyászat, 1899, 43.)
- Epididymitis sympathica és a kankóval járó mellékherelobról. (Gyógyászat, 1900, 24.)
- A kankó gyógyítása légenysavval. Jegyzetek a kankókezelésről. (Gyógyászat, 1900, 32.)
- A pityriasis versicolor (májfolt) eltávolításáról. (Gyógyászat, 1900, 41.)
- A Tonogen suprarenale sec. Richter némely sikeres alkalmazásáról. (Gyógyászat, 1904, 32.)
- Tonogen mint hányáscsillapító szer. (Gyógyászat, 1904, 38.)
- Az onania következményeiről. (Gyógyászat, (Gyógyászat, 1905, 10., 13., 16., 22.)
- A húgycsőszűkületekről. (Gyógyászat, 1905, 36., 38., 40. )
- Végbélféreg okozta urethrorrhoea és fokozott libido. (Gyógyászat, 1909, 39.)
- Prostata okozta pollutio, spermatorrhoea és impotentia. (Orvosi Hetilap, 1909, 51.)
- A húgycső hyperaemiás kezelésének methodikája. (Orvosi Hetilap, 1911, 31.)
- Adatok a prostata anatómiájához. (Orvosi Hetilap, 1912, 13–16.)
- Az impotentia és perverzitás törvényszéki orvosi megállapítása. (Budapesti Orvosi Ujság, 1912, 21.)
- A hadi venerologia köréből. (Gyógyászat, 1915, 36.)
- Pseudofrenulum praeputii. (Gyógyászat, 1921, 29.)
- A prostata tultengés (hypertrophia) gyógykezelése. (Gyógyászat, 1921, 43.)
- A Seautocontemptio. Az önlekicsinylés (Die Selbstgeringschätzung) mint sexualis psychicus állapot. (Gyógyászat, 1922, 36.)
- Rosszul festett harisnyától keletkezett bőrgyulladás a lábon. (Gyógyászat, 1923, 25.)
- A modern syphilis kezelésről. (Gyógyászat, 1923, 37–39.)
- Gyors ejaculatiós (prostata atonján alapuló) impotentia meggyógyítása. (Gyógyászat, 1929, 37.)
- A prostatitisről és gyógyításáról. (Gyógyászat, 1932, 45.)